# Dashiell Hammett
Samuel Dashiell Hammett (Condado de Saint Mary's, 27 de maio de 1894 – Nova Iorque, 10 de janeiro de 1961) foi um escritor estadunidense, considerado o pai do romance policial americano , um dos precursores da literatura noir. Entre os personagens mais marcantes, criou os detetives Sam Spade, Nick e Nora Charles e o Continental OP, com o ilustrador Alex Raymond, criou a tira de jornal Agente Secreto X-9. 

## Biografia
Dashiell Hammett nasceu no Condado de Saint Mary's, Maryland, em 27 de maio de 1894. Frequentou a escola de Baltimore (para onde a família se tinha mudado), mas aos 14 anos teve de começar a trabalhar para ajudar a sustentar a família. 
Cresceu na Filadélfia e Baltimore. Abandonou a escola com quatorze anos e passou a trabalhar como mensageiro, entregador de jornal, escriturário, apontador de mão-de-obra e estivador, entre outros empregos. Aos 20 anos, foi trabalhar na Agência Pinkerton de detetives. Em 1918, alistou-se no Corpo de Ambulâncias do Exército. Depois da guerra, com tuberculose, vagou de sanatório em sanatório e voltou à agência Pinkerton, demitindo-se em seguida para se dedicar à literatura. Bebia muito. Suas histórias começaram a ser publicadas em revistas baratas e populares como Black Mask e Smart Set. Imediatamente suas histórias chamaram a atenção do público e da crítica, e ele foi reconhecido como um grande escritor, responsável por uma renovação no gênero policial.
Autor de livros de sucesso, como: Seara Vermelha (1929), O falcão maltês (1930) – sucesso também no cinema, dirigido por John Huston –, A chave de vidro (1930); Mulher no escuro (1933) e Continental OP (1945), e de uma infinidade de contos, Hammett trabalhou regularmente para o cinema em Hollywood. Na década de 30, conheceu a jovem escritora Lillian Hellman, a quem esteve ligado até a morte. Durante a II Guerra, serviu novamente como sargento do exército americano. Homem de esquerda assumido e simpatizante do Partido Comunista Americano, foi vítima da "caça às bruxas" promovida pelo senador Joseph McCarthy no início da década de 50. Recusando-se a colaborar com a comissão que investigava atividades supostamente subversivas na indústria cinematográfica, foi preso e incluído na lista negra que impedia os artistas de trabalharem na indústria cinematográfica. Amargurado e muito doente, Dashiell Hammett morreu a 10 de janeiro de 1961, em Nova York  
Samuel Dashiell Hammett começou a escrever no fim de 1920 .

## Obras
| nº série | Título original        | Título em Português                                                                | Tradução                                           | Ano    | Editora                                                               |
| -------- | ---------------------- | ---------------------------------------------------------------------------------- | -------------------------------------------------- | ------ | --------------------------------------------------------------------- |
| 01       | Nightmare Town         | Tiros na noite : vol. 2 : Medo de tiro e outras histórias                          | Rafael Cardoso ... [et al.]                        | (1924) | L&PM                                                                  |
| 02       | "The Golden Horseshoe" | Ferradura dourada                                                                  | Ruy Jungmann                                       | (1924) | Círculo do livro                                                      |
| 03       | Red Harvest            | Safra vermelha ou Seara Vermelha                                                   | Marcos A. P. Ribeiro, Alexandre Hubner             | (1929) | Brasiliense, Círculo do livro, Companhia das letras                   |
| 04       | The Dain Curse         | Brasil: Maldição em Família ou A estranha maldição / Portugal: A Maldição dos Dain | Rubens Figueiredo, Wilson Velloso, Alvaro Hattnher | (1930) | Abril, Companhia das letras, Brasiliense,                             |
| 05       | The Maltese Falcon     | Brasil: O Falcão Maltês / Portugal: O Falcão de Malta                              | Rubens Figueiredo, Candida Villalva                | (1930) | Companhia das letras, Brasiliense, Abril Culturtal, Círculo do livro, |
| 06       | The Glass Key          | A Chave de vidro                                                                   | Rubens Figueiredo, Marcos Santarrita               | (1931) | Companhia das Letras, Brasiliense,                                    |
| 07       | The Thin Man           | Ceia dos Acusados ou O homem magro                                                 | Monteiro Lobato, Rubens Figueiredo                 | (1934) | Civilização brasileira, Abril, Companhia das letras                   |
| 08       | The Big Knockover      | O grande golpe (contos)                                                            | Luiz Horácio da Matta, Cássia Zanon                | (1966) | Francisco Alves, L&PM, Círculo do libro                               |

## Filmografia
- The Maltese Falcon, O filme do ano  [2]1941 baseado no romance  policial.